# (5514) Karelraška
(5514) Karelraška, désignation internationale (5514) Karelraska, est un astéroïde de la ceinture principale.

## Description
(5514) Karelraska est un astéroïde de la ceinture principale. Il fut découvert le 29 janvier 1989 à l'Observatoire Kleť par Zdeňka Vávrová. Il présente une orbite caractérisée par un demi-grand axe de 2,56 UA, une excentricité de 0,18 et une inclinaison de 6,5° par rapport à l'écliptique.

## Compléments